# Верленђа (Кјети)
Верленђа је насеље у Италији у округу Кјети, региону Абруцо.
Према процени из 2011. у насељу је живело 35 становника. Насеље се налази на надморској висини од 257 м.